# Emmanuel Courcol
Emmanuel Courcol (Angers, 25 de diciembre de 1957), es un actor de teatro y cine, guionista y director de cine francés.

## Biografía y carrera
Nacido y criado en Angers, tras acabar los estudios secundarios en el instituto David d'Angers, sus inquietudes parecían guiarlo hacia estudios de derecho, pero alguna actuación en obras del Conservatorio de Angers lo hará entrar en la prestigiosa ENSATT (École Nationale des Arts et Techniques du Théâtre). 
A partir de 1981 comenzó a actuar en obras de teatro, especialmente clásicos de autores como Molière, Shakespeare o Victor Hugo, y con directores de prestigio como Roger Planchon y Robert Hossein.
A principios de la década de 1990 se inició en la actuación en el cine, particpando en películas de directores como Francis Veber o Pascal Thomas.
Al comienzo de los años 2000, Courcol amplió su trabajo actuando también en televisión y, sobre todo, empezando a hacer guiones. Este inicio en la escritura se dio a partir de su encuentro con el cineasta Philippe Lioret, con quien colaborará como guionista en unas cuantas películas: Mademoiselle, L'Équipier, Welcome y Toutes nos envies. También hizo de guionista para otros directores como François Favrat i Edouard Bergeon.
En 2012 dirigió su primer cortometraje, titulado Géraldine je t'aime, con guion original también suyo. El año 2015 se estrenó como director de largometrajes, con el rodaje de Alto el fuego (Cessez-le-feu, título original en francés), crónica de la vuelta a casa de un veterano de la Primera Guerra Mundial, protagonizada por Romain Duris. La película se estrenó en agosto de 2016 en el Festival Internacional de Cine de Locarno. 
Continuó actuando y escribiendo para otros directores, y en el 2020 escribió y dirigió El triunfo, con producción de Robert Guédiguian y protagonizada por Kad Merad en el papel de un actor que dirige un taller de teatro en un centro penitenciario, y quiere representar Esperando a Godot con los presos. Esta comedia se presentó en el Festival Internacional de Cine de Cannes de 2020 y en la Semana Internacional de Cine de Valladolid del mismo año, además de ganar el Premio del Cine Europeo a la mejor comedia. 
En 2022 Courcol dirigió Boxer les mots, largometraje documental que volvía sobre el tema de El triunfo y hablaba de la preparación de una representación teatral dentro de un centro penitenciario.
En 2024 dirigió Por todo lo alto, comedia sobre dos hermanos músicos que obtuvo buenas críticas y taquillas en Francia, y consiguió siete nominaciones a los Premios César.

## Trabajo en teatro como actor
* Fuente: Página de la actividad teatral de Courcol. 
| Año  | Título original                            | Título en castellano          | Autor                 | Dirección         |
| ---- | ------------------------------------------ | ----------------------------- | --------------------- | ----------------- |
| 1981 | Murder in the Cathedral                    | Asesinato en la catedral      | T. S. Eliot           | Jean Guichard     |
| 1984 | Der Rosenkavalier                          | El caballero de la rosa       | Hugo von Hofmannsthal | Jean-Louis Thamin |
| 1986 | L'Avare                                    | El avaro                      | Molière               | Roger Planchon    |
| 1988 | The Glass Menagerie                        | El zoo de cristal             | Tennessee Williams    | Alain Terrat      |
| 1990 | The Tragedy of Macbeth                     | Macbeth                       | William Shakespeare   | Régis Santon      |
| 1992 | Le Chant des signes                        | -                             | Joël Dragutin         | Joël Dragutin     |
| 1994 | Lucrèce Borgia                             | Lucrecia Borgia               | Victor Hugo           | Vincent Garanger  |
| 1994 | Les affaires sont les affaires             | Los negocios son los negocios | Octave Mirbeau        | Régis Santon      |
| 1997 | Objets d'amour                             | -                             | Claire Simon          | Claire Simon      |
| 1998 | Le jour et la nuit                         | -                             | Pierre Bourdieu       | Didier Bezace     |
| 1998 | Une envie de tuer sur le bout de la langue | -                             | Xavier Durringer      | David Géry        |
| 1999 | De Gaulle, celui qui a dit non             | -                             | Alain Decaux          | Robert Hossein    |
| 2001 | Love Letters                               | -                             | A. R. Gurney          | Bernard Jourdain  |
| 2006 | L'Illusion comique                         | La ilusión cómica             | Pierre Corneille      | Marlon Bierry     |
| 2013 | Faisons un rêve                            | -                             | Sacha Guitry          | Arnaud Décarsin   |

## Trabajo en cine y televisión
* Fuente: Página del cineasta en IMDb 
| Año  | Título original                                  | Título en castellano                            | Acreditado como... | Acreditado como... | Acreditado como... | Anotaciones               |
| Año  | Título original                                  | Título en castellano                            | Actor              | Guionista          | Director           | Anotaciones               |
| ---- | ------------------------------------------------ | ----------------------------------------------- | ------------------ | ------------------ | ------------------ | ------------------------- |
| 1991 | La pagaille                                      | -                                               | Sí                 | No                 | No                 |                           |
| 1993 | L'écrivain public                                | -                                               | Sí                 | No                 | No                 |                           |
| 1996 | Le Jaguar                                        | El jaguar                                       | Sí                 | No                 | No                 |                           |
| 1997 | L'histoire du samedi                             | -                                               | Sí                 | No                 | No                 | Serie de tv. 1 episodio.  |
| 1998 | Zonzon                                           | Zonzon, el pozo negro                           | Sí                 | No                 | No                 |                           |
| 1999 | 1999 Madeleine                                   | -                                               | Sí                 | No                 | No                 |                           |
| 2001 | Mademoiselle                                     | El desliz                                       | Sí                 | Sí                 | No                 |                           |
| 2001 | Le juge est une femme                            | Alice Nevers                                    | Sí                 | No                 | No                 | Serie de tv. 1 episodi.   |
| 2003 | Le Pharmacien de garde                           | El farmacéutico de guardia                      | Sí                 | No                 | No                 |                           |
| 2003 | Avocats & associés                               | -                                               | Sí                 | No                 | No                 | Serie de tv. 1 episodi.   |
| 2004 | L'Équipier                                       | El extraño                                      | Sí                 | Sí                 | No                 |                           |
| 2004 | À cran, deux ans après                           | -                                               | Sí                 | No                 | No                 | Telefilme.                |
| 2004 | Sauveur Giordano                                 | -                                               | Sí                 | No                 | No                 | Serie de tv. 1 episodio.  |
| 2006 | Je vais bien, ne t'en fais pas                   | -                                               | Sí                 | No                 | No                 |                           |
| 2007 | Joséphine, ange gardien                          | -                                               | Sí                 | No                 | No                 | Serie de tv. 2 episodios. |
| 2009 | Welcome                                          | Welcome                                         | Sí                 | Sí                 | No                 |                           |
| 2010 | Tête de turc                                     | -                                               | Sí                 | No                 | No                 |                           |
| 2011 | Toutes nos envies                                | -                                               | Sí                 | Sí                 | No                 |                           |
| 2012 | Ainsi soient-ils                                 | -                                               | Sí                 | No                 | No                 | Serie de tv. 2 episodios. |
| 2013 | Géraldine je t'aime                              | -                                               | No                 | Sí                 | Sí                 | Cortometraje.             |
| 2015 | Boomerang                                        | -                                               | No                 | Sí                 | No                 |                           |
| 2015 | Tête baissée                                     | -                                               | No                 | Sí                 | No                 |                           |
| 2016 | Cessez-le-feu                                    | Alto el fuego                                   | No                 | Sí                 | Sí                 |                           |
| 2019 | Au nom de la terre                               | -                                               | Sí                 | Sí                 | No                 |                           |
| 2019 | Je voudrais que quelqu'un m'attende quelque part | Quisiera que alguien me esperara en algún lugar | No                 | Sí                 | No                 |                           |
| 2020 | Un triomphe                                      | El triunfo                                      | No                 | Sí                 | Sí                 |                           |
| 2022 | Boxer les mots                                   | -                                               | No                 | Sí                 | Sí                 | Documental.               |
| 2024 | La promesse verte                                | El oro verde                                    | Sí                 | Sí                 | No                 |                           |
| 2024 | En fanfare                                       | Por todo lo alto                                | No                 | Sí                 | Sí                 |                           |

## Premios y nominaciones
* Fuente: Página del cineasta en IMDb. 
| Año  | Premio                                          | Categoría                    | Trabajo nominado              | Resultado |
| ---- | ----------------------------------------------- | ---------------------------- | ----------------------------- | --------- |
| 2009 | Festival Internacional de Cine de Gijón         | Premio al Mejor Guion        | Welcome                       | Ganador   |
| 2010 | Premios César                                   | Mejor guion original         | Welcome                       | Nominado  |
| 2010 | Premios Lumières                                | Mejor guion                  | Welcome                       | Nominado  |
| 2016 | Festival Internacional de Cine de Locarno       | Premio Variety Piazza Grande | Alto el fuego (Cessez-le-feu) | Nominado  |
| 2020 | Premios del Cine Europeo                        | Mejor comedia europea        | El triunfo                    | Ganador   |
| 2021 | Art Film Festival                               | Audience Award               | El triunfo                    | Ganador   |
| 2024 | Festival Internacional de Cine de San Sebastián | Premio del público           | Por todo lo alto              | Ganador   |
| 2025 | Premios César                                   | Mejor película               | Por todo lo alto              | Nominado  |
| 2025 | Premios César                                   | Mejor guion original         | Por todo lo alto              | Nominado  |